# 嘴口竜亜目
嘴口竜亜目（しこうりゅうあもく、Rhamphorhynchoidea）は、かつて使われていた翼竜目の分類群の一つ。

## 概要
グループの名称は、この群を代表する属ランフォリンクス（Rhamphorhynchus：ράμφος=嘴・ρύγχος=口先）から取られ、日本語はそれを訳したものである。そのためランフォリンクス亜目とも呼ばれる。
脊椎動物として初めて空を飛んだグループである。最古の化石は三畳紀後期から発見されており、その後白亜紀になってからの記録はなく、ジュラ紀末期に絶滅したと考えられている（最近、このグループに属すると思われるジェホロプテルスの化石が白亜紀前期の中国の地層から発見されているため、一部の系統は白亜紀前期までは命脈を保っていた可能性が出てきた。）最古の翼竜でも翼竜としての特徴を全て備えており、祖先的主竜類のどのような生物から進化してきたのかはまだよくわかっていない。嘴口竜亜目発祥の地は最古の化石の発見地であるヨーロッパではないかと目されており、そこから全世界に拡散したと考えられている。主な化石の産出地は北米・ヨーロッパなど北方の元ローラシア大陸を中心としているが、ランフォリンクスの一種がタンザニアで、カンピログナトイデスの一種がインドで見つかっており、今後の発掘により他のゴンドワナ大陸からの報告も期待できる。
翼竜目のもう一つの亜目である翼指竜亜目はこの嘴口竜亜目から進化したことがほぼ確実であり、そのため嘴口竜亜目は側系統群となる。最近になって台頭してきた分岐分類学では側系統の分類群を認めていないため、分岐分類学的立場では嘴口竜亜目という分類群は認められないことになる。現にデヴィッド・アンウィン (David Unwin) が2003年に発表した翼竜の分類体系では嘴口竜亜目は既に消失している。しかし進化分類学の立場では側系統群は分類群として有効であり、ペーター・ヴェルンホファー (Peter Wellnhofer) は嘴口竜亜目を認めた分類を行っている。分岐分類学のみが正当な分類方法であるという意見には生物学者の中でも異論があり、分岐分類学で全ての分類を構成し直すかどうかについては今しばらく静観が必要である。

### 形態
翼指竜亜目に対して以下のような身体的特徴を持つ。
- 通常、尾は非常に長く、先端に菱形の帆を持つ。これにより空中での舵やバランスを取っていたと考えられている。帆は水平についていたという説と垂直についていたという説両方があるが、現在では垂直説が有力である。
- 成体では、数十ある尾椎の根本の5-6個以外が椎体の何倍にも前方に伸張した関節突起と血道弓によって固化され、一本の棒のようになっている。
- 中手骨は短く、最長でも前腕長の半分を超えない。
- 頭骨の外鼻孔と前眼窩窓は分離している。大後頭孔は頭骨の後方に向かって開口するため、頸椎は頭骨後部に繋がる。
- 後脚の第5趾はしばしば伸長するが趾骨は2本のみである。この第5趾が後脚の皮膜を張るように復元されることもある。
- 頭骨に鶏冠状構造が発達することはない。また常に歯を持ち、無歯となることもない。
- はっきりした二型歯性を示す者がいる。
- 頸椎はあまり伸長せず、比較的短いままである．

## 生態
食性は魚食性と虫食性が基本であると考えられている。エウディモルフォドンの化石では胃の内容物として硬鱗魚の鱗が発見されており、ランフォリンクス腹腔内で半分消化された魚類胴体が化石化している例がある。ただし、完全に魚食性に特化していたというわけではなく、ランフォリンクスの胃内容物には未消化の魚類の他に判別不明の別の食事の跡が残存していた。また、アヌログナトゥスやバトラコグナトゥスのような幅広の口を持っていた者は、現生で同様に幅広の口吻をもっているツバメ・ヨタカ・小型コウモリ類と同じように虫食性であったと考えられている。
魚食性が明らかになっている者については、現生の鳥類をモデルにした様々な生態復元が行われている。ランフォリンクスの全て前方を向いている歯から、デヴィッド・アンウィンは空中から水中に飛び込んで魚を突き刺して捕まえていたというアジサシをモデルとした復元を行い、同じくランフォリンクスの下顎が縦に薄く下に突き出し気味になっている事から、ペーター・ヴェルンホファーはハサミアジサシのように下顎のみを水面下に入れながら水面をスキミングして魚を捕まえていたという説を出している。また他の翼竜では、口吻の形状の類似からディモルフォドンはツノメドリ型の復元が行われた事もある。

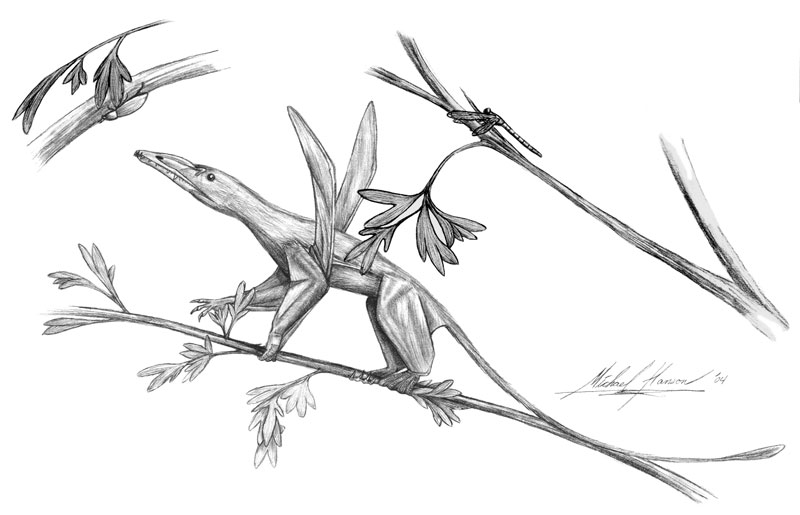
樹上を四足歩行するプレオンダクティルス。ただし、四肢が把握力を持っていたかは定かではない。

翼竜の地上姿勢が四足歩行だったか二足歩行だったかについては多くの議論が交わされたが、長い尾を持つ嘴口竜亜目の仲間は特に、その尾でバランスをとる事により二足歩行が可能だったのではないかと目されて、二足歩行説の拠り所となっていた。最も有名なのは、ケヴィン・パディアン (Kevin Padian) によって二足歩行に復元されたディモルフォドンの復元図である。鳥類のように翼を脇に折りたたみ、長い尾によって前半身の釣り合いをとりつつ後脚のみで走る図は様々なメディアで紹介された。しかしながらその後、化石化の過程で押しつぶされず立体的構造をそのまま保持した翼竜の骨盤と大腿骨が発見されたとき、大腿骨の長軸と骨頭の成す角度や寛骨臼の深さと方向などから、翼竜の大腿骨は鳥類のように体の直下に伸びるようにはなっていない事が明らかとなり、少なくとも鳥類のような二足歩行の復元は最近は行われないようになった。
現在では翼指竜亜目・嘴口竜亜目ともに、折り畳んだ前肢の翼指近位部を他の前指と共に地面に付け、四肢を側方に踏ん張りながらも身体を地面から持ち上げて四足歩行していたという復元が一般的である。翼竜の足跡と推定される生痕化石はスペインやメキシコで発見されていたが、それらについてはワニの物ではないかという説もあり、また時代も白亜紀の物なので、少なくとも嘴口竜亜目の足跡ではありえなかった。しかし、最近になってフランス南西部のクレイサックの海岸で発見された後期ジュラ紀の足跡は、翼竜、しかも嘴口竜亜目の物である可能性がかなり高いことが明らかとなった。その足跡は明らかに蹠行性の四足歩行を示している。

## 分類
嘴口竜亜目には以下の科が含まれる。おもな属と共に示す。
- エウディモルフォドン科　Eudimorphodontidae　Wellnhofer, 1978

上下顎ともに単峰型・多峰型（3峰型、5峰型）の異なった歯形の歯が並ぶ。
- エウディモルフォドン　Eudimorphodon

三畳紀後期　ヨーロッパに分布。学名は「真の二形歯」を意味する。最古の翼竜であるが、学名の通り単峰型と多峰型の歯が混在して既に特殊化した歯列をもっており、翼竜自体の起源はさらに遡るであろう事が推測されている。

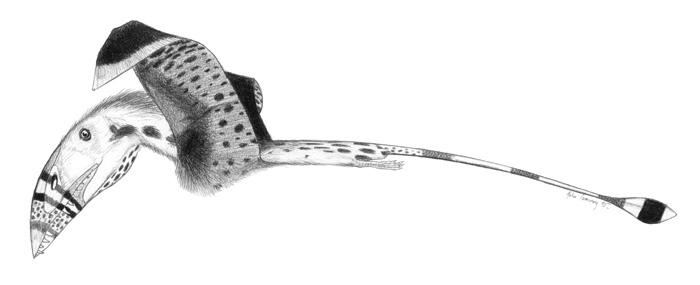
Dimorphodon

- ディモルフォドン科　Dimorphodontidae　Seeley, 1870

四半楕円形で丈の高い大型の頭骨を持つ。後脚は強力に発達しており、それに対して翼は比較的小さい。
- ディモルフォドン　Dimorphodon

ジュラ紀前期　ヨーロッパに分布。学名は「二形の歯」を意味する。上下顎前部には大型の歯がまばらに、後部には小さな歯が密に生えている。
- ペテイノサウルス　Peteinosaurus

三畳紀後期　ヨーロッパに分布。学名は「翼を持つ爬虫類」の意。頭骨の上部は未発見であるが、下顎や四肢の骨などからディモルフォドン科に分類されている。最古の翼竜の一つ。
- ランフォリンクス科　Rhamphorhynchidae　Seeley, 1870

嘴口竜亜目中最大の科。いくつかの亜科に分けられる事もある。

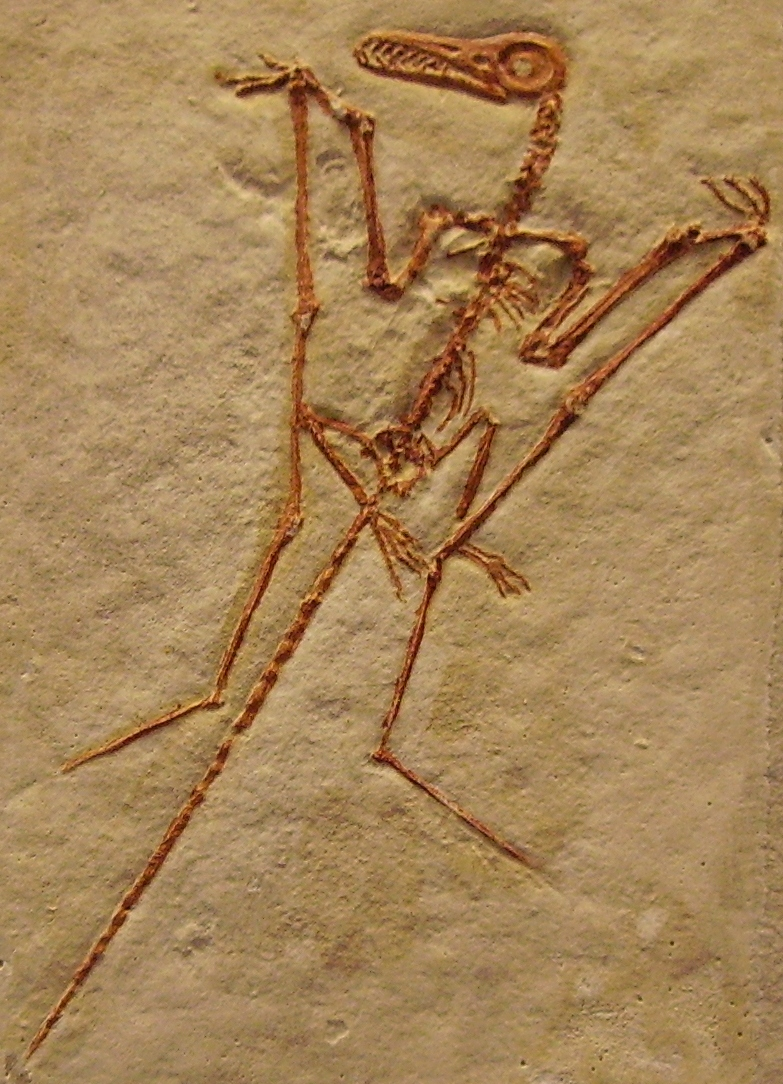
Rhamphorhynchus

- ランフォリンクス　Rhamphorhynchus

ジュラ紀前期からジュラ紀後期　ヨーロッパ・東アフリカ・北米・南アジアに分布。多くの種が記載されている。歯牙が前を向いて生えており魚食への適応と考えられている。
- ドリグナトゥス　Dorygnathus

ジュラ紀前期　ヨーロッパに分布。学名は「槍の顎」の意。ランフォリンクスに近縁と思われるが、歯牙はそれほど顕著に前を向いてはいない。
- カンピログナトイデス　Campylognathoides

ジュラ紀前期　ヨーロッパ・南アジアに分布。学名は「湾曲した顎」の意。嘴口竜亜目としては珍しく後脚第5趾が短い。ただし、趾骨はちゃんと2本あり、翼指竜亜目のように趾骨の数が減少したりはしていない。
- スカフォグナトゥス　Scaphognathus

ジュラ紀後期　ヨーロッパに分布。学名は「船の顎」の意。比較的数の少ない歯が船の舳先状になった顎に並んでいた。化石は2点しか発見されていないが、その1つが幼体の化石であり、嘴口竜亜目の成長段階を追うのに役立った。
- ソルデス　Sordes

ジュラ紀後期　東ヨーロッパに分布。学名は「不浄」の意味。皮膜・軟組織も保存されていた保存の良い化石に体毛の痕跡も確認されたことで、翼竜には体毛が生えていたということが判明した。この翼竜の体毛が哺乳類のものと相同であったかどうかは不明である（針状の鱗である可能性も否定出来ない）。骨格自体はスカフォグナトゥスによく似ている。
- プレオンダクティルス　Preondactylus

三畳紀後期　ヨーロッパに分布。学名は「プレオーネ渓谷の指」の意。これも最古の翼竜の一つである。非常に保存の良い化石が発見されたが直後にその化石が事故で失われてしまい、後の研究はその化石が残した印象を雌型として作られた鋳型で行われた。ドリグナトゥスとの形態的な類縁が指摘されている。
- アヌログナトゥス科　Anurognathidae　Kuhn, 1937

頭骨は短く、丸みを帯びた形をしている。吻端は丸く、細かい歯が密に生えている。
- アヌログナトゥス　Anurognathus

ジュラ紀後期　ヨーロッパに分布。学名は「尾のない顎」の意。非常に短い尾を持つという嘴口竜亜目らしからぬ特徴を持つが、短い中手骨、長い第5趾などの他の特徴から嘴口竜亜目に含められている。
- バトラコグナトゥス　Batrachognathus

ジュラ紀後期　東ヨーロッパに分布。学名は「カエルの顎」の意。アヌログナトゥスの様な短くて幅広の頭骨を持つが、尾が短かったかどうかは不明。